# Johann Casimir Ernrot

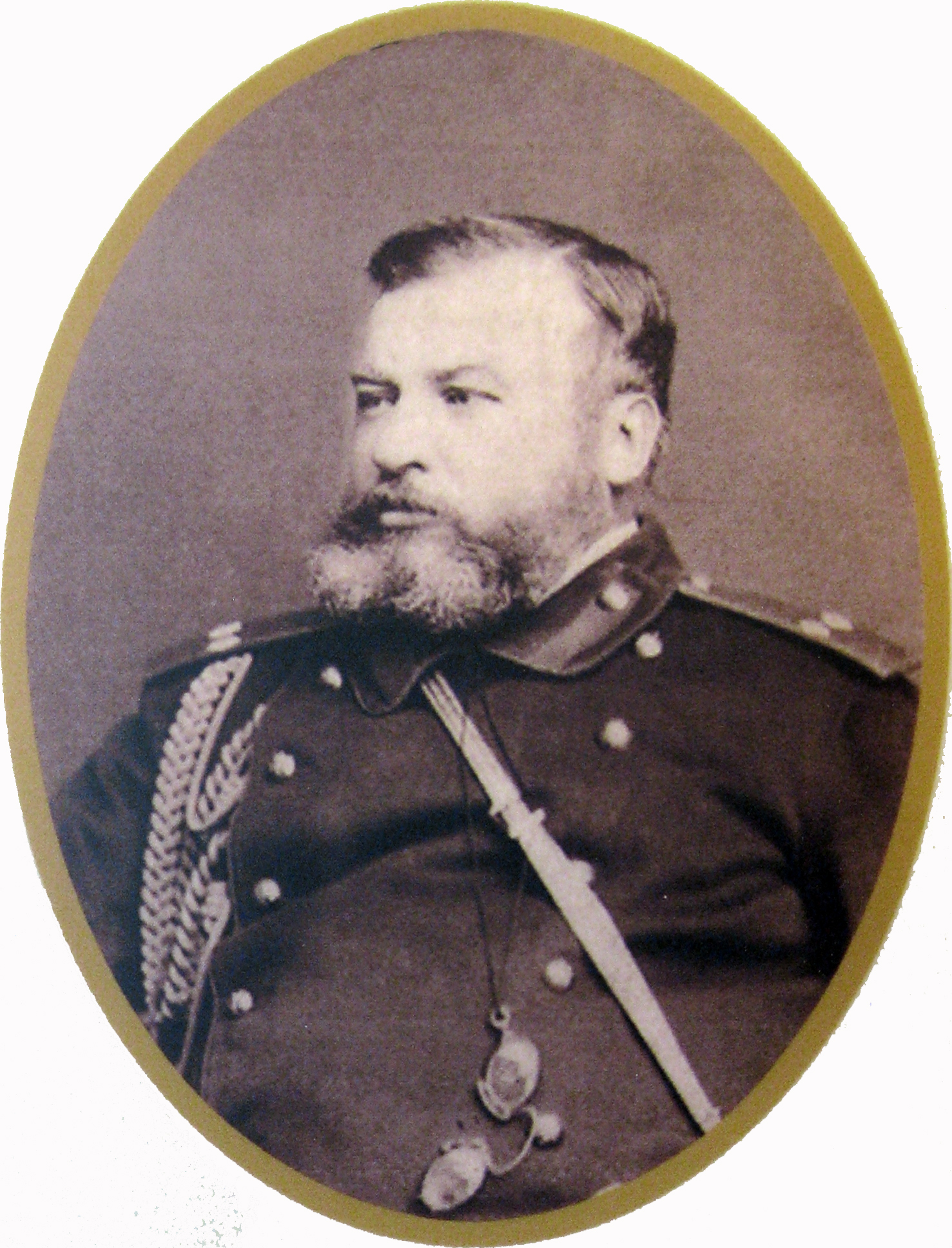
Johann Casimir Ernrot

Johann Casimir Gustavowitsch Ernrot (Ehrnrooth bzw. Ehrnroth) (Bulgarisch: Йохан Казимир Густавович Ернрот) (* 26. November 1833 in Nastola; † 5. Februar 1913 in Helsinki) war ein finnisch-russisch-bulgarischer General, Politiker und Ministerpräsident von Bulgarien.

## Leben

### Militärische Laufbahn
Nach der Schulausbildung absolvierte der Sohn des Generalmajors Gustav Adolf Ernrot eine militärische Laufbahn in deren Verlauf er als Leutnant von 1852 bis 1855 die Militärakademie von Sankt Petersburg absolvierte. In den folgenden drei Jahren spielte er als Major eine maßgebliche Rolle bei der Niederschlagung des Widerstands der tschetschenischen und awarischen Revolutionäre um Imam Schamil. Am Ende der Kampfhandlungen wurde er am 11. September 1859 zum Oberstleutnant befördert.
Im Anschluss daran stieg er innerhalb der russischen Armee am 7. September 1862 zum Oberst auf und nahm an den Kämpfen gegen die polnischen Aufständischen teil. Nach seiner Beförderung zum Generalmajor 1868 nahm er während des Russisch-Osmanischen Krieges von 1877 bis 1878 als Kommandeur von Infanteriedivisionen an den Befreiungskämpfen Bulgariens gegen die osmanische Besatzungsmacht teil. Später stieg er am 3. November 1878 zum Generalleutnant auf.

### Ministerpräsident 1881 und spätere Ämter
Nach der (eingeschränkten) Unabhängigkeit Bulgariens vom Osmanischen Reich am 8. Juli 1879 wurde er von Russland nach Bulgarien entsandt, um gegenüber Fürst Alexander I. die russischen Interessen zu vertreten. Am 17. April 1880 wurde er von Dragan Kiriakow Zankow zum Kriegsminister berufen. Dieses Amt behielt er bis zum 13. Juli 1881 und war damit de facto der starke Mann der damaligen Regierungen.
Am 9. Mai 1881 wurde er schließlich selbst zum Ministerpräsidenten ernannt, als Fürst Alexander I. sich darum bemühte die absolute Herrschaft über Bulgarien zu erreichen. Ernrot war einer der stärksten Unterstützer des Fürsten während dieser Zeit. Zugleich übernahm er während seiner Amtszeit das Amt des Innenministers. Allerdings musste er am 13. Juli zurücktreten, da er von Zar Alexander III. abberufen wurde. Im Anschluss daran entstand ein Machtvakuum, dass durch eine annähernd einjährige alleinige Regentschaft des Fürsten überbrückt wurde.
Nach seinem Machtverlust kehrte er nach Russland zurück, wo er von 1888 bis April 1891 als so genannter Minister-Staatssekretär für finnische Angelegenheiten die Interessen Finnlands am russischen Zarenhof vertrat. Allerdings musste er während dieser Zeit eine zunehmende Russifizierung Finnlands hinnehmen.
Im Anschluss zog er sich aus dem politischen Leben zurück und verstarb später an einem Schlaganfall.